# Nikołaj Denkow
Nikołaj Denkow Denkow, bułg. Николай Денков Денков (ur. 3 września 1962 w Starej Zagorze) – bułgarski chemik i nauczyciel akademicki, profesor Uniwersytetu Sofijskiego, w latach 2014–2016 wiceminister, w 2017 i w latach 2021–2022 minister edukacji i nauki, w latach 2023–2024 premier Bułgarii.

## Życiorys
W 1980 ukończył gimnazjum matematyczno-przyrodnicze w Sofii, a w 1987 studia chemiczne na Uniwersytecie Sofijskim im. św. Klemensa z Ochrydy. Związał się zawodowo z macierzystą uczelnią, uzyskiwał na niej kolejne stopnie doktorskie (1993, 2007). Od 1997 pracował jako docent, a w 2008 objął stanowisko profesora w zakresie chemii fizycznej. W latach 2008–2015 kierował katedrą inżynierii chemicznej. Pracował także naukowo na uczelniach zagranicznych m.in. w Japonii i Szwecji. Autor i współautor ponad 130 prac naukowych, publikowanych m.in. w „Nature”, a także współautor około 10 patentów. Członek korespondent Bułgarskiej Akademii Nauk oraz członek Academia Europaea.
W latach 2014–2016 był wiceministrem edukacji i nauki odpowiedzialnym za szkolnictwo wyższe i fundusze europejskie. W styczniu 2017 stanął na czele tego resortu w przejściowym gabinecie Ognjana Gerdżikowa. Zakończył pełnienie tej funkcji wraz z całym rządem w maju 2017. Po raz drugi objął kierownictwo tego ministerstwa w maju 2021, wchodząc w skład technicznego rządu Stefana Janewa. Pozostał na stanowisku ministra edukacji i nauki również w utworzonym we wrześniu 2021 drugim tymczasowym rządzie tego samego premiera oraz w powołanym w grudniu 2021 gabinecie Kiriła Petkowa (z rekomendacji ugrupowania Kontynuujemy Zmianę). Urząd ten sprawował do sierpnia 2022.
W październiku tego samego roku z listy PP uzyskał mandat posła do Zgromadzenia Narodowego 48. kadencji. Na początku stycznia 2023 desygnowany przez prezydenta Rumena Radewa z rekomendacji swojej partii do stworzenia nowego rządu. 9 stycznia parlament odrzucił jego dokument programowy, na skutek czego zrezygnował z powierzonej mu misji. W kwietniu 2023 z powodzeniem ubiegał się o poselską reelekcję.
Pod koniec maja 2023 ponownie powierzono mu misję utworzenia gabinetu. Ostatecznie negocjacje nad powołaniem rządu toczyły się między koalicjami skupionymi wokół PP oraz partii GERB. 2 czerwca przedstawiono końcowe ustalenia i zaproponowany skład rządu (w znacznej mierze obejmującego osoby bezpartyjne). Porozumienie zawarto na okres półtora roku; kandydatem na premiera na pierwsze 9 miesięcy został przedstawiciel Nikołaja Denkowa; ustalono nadto, że po tym okresie zastąpi go przedstawicielka GERB Marija Gabriel. 6 czerwca 2023 Zgromadzenie Narodowe udzieliło wotum zaufania rządowi (większością 132 głosów „za”), który rozpoczął urzędowanie tego samego dnia po zaprzysiężeniu.
Zgodnie z koalicyjnymi ustaleniami 5 marca 2024 ogłosił dymisję rządu, która następnego dnia została zatwierdzona przez parlament. Koalicjanci nie doszli jednak do porozumienia odnośnie do powołania nowego gabinetu. 9 kwietnia 2024 prezydent powołał gabinet przejściowy, na czele którego stanął Dimityr Gławczew.
W wyborach z czerwca 2024 i października 2024 ponownie uzyskiwał mandat deputowanego.